# Trấn Biên
Trấn Biên là một phường và là nơi đặt trung tâm hành chính của tỉnh Đồng Nai, Việt Nam..

## Địa lý
Phường Trấn Biên có vị trí địa lý:
- Phía đông giáp phường Tam Hiệp và phường Long Bình,
- Phía tây giáp phường Đông Hòa, Thành phố Hồ Chí Minh và phường Biên Hòa,
- Phía nam giáp phường Long Hưng
- Phía bắc giáp phường Tân Triều.

Phường Trấn Biên gần như bao trọn khu vực trung tâm của thành phố Biên Hòa cũ. Dân số phường Trấn Biên năm 2025 là 197.060 người, là phường đông dân nhất tỉnh Đồng Nai và nằm trong nhóm các xã, phường đông dân nhất cả nước.

## Lịch sử
Theo Nghị quyết số 1662/2025/QH15 ngày 16/6/2025 về sắp xếp các đơn vị hành chính cấp xã của tỉnh Đồng Nai năm 2025, toàn bộ diện tích tự nhiên, quy mô dân số của phường Bửu Long, Quang Vinh, Trung Dũng, Thống Nhất, Hiệp Hòa và An Bình được sắp xếp thành phường mới có tên gọi là phường Trấn Biên.